# حران (تركيا)
حَرَّان (أو حَارَان في التوراة) مدينة قديمة في بلاد ما بين النهرين، تقع حاليًّا في محافظة أورفة جنوب شرقي تركيا عند منبع نهر البليخ أحد روافد نهر الفرات. ذُكرت في التوراة على أنها المدينة التي استقرَّ فيها النبي إبراهيم بعد هجرته من أور. سُمِّيت عند الرومان باسم (كارهاي). دخلها المسلمون عام 639 م.
تُعَد سهول حَرَّان من المناطق الزراعية الرئيسة في الجزيرة الفراتية، وهي مزروعة بالمحاصيل الحقلية (القمح والشعير) والأشجار المثمرة (اللوز). كانت هذه المدينة تابعة لولاية حلب العثمانية، ولسورية حسب معاهدة سيفر التي أنهت الحرب العالمية الأولى، ولكن معاهدة لوزان عام 1923 وضعت المدينة مع بقية الأقاليم السورية الشمالية ضمن الحدود التركية.

## ضبط الاسم
قال ياقوت الحمَوي في معجم البلدان:
حَرَّانُ: بتشديد الراء وآخره نون، والنسبة إليها حَرْناني، بعد الراء الساكنة نون على غير قياس، والقياس: حَرَّاني، والعامَّة عليه. وهي مدينة عظيمة مشهورة من جزيرة أقور، وهي قصبة ديار مضر، بينها وبين الرُّها يوم، وبين الرَّقَّة يومان، وهي على طريق المَوْصِل والشام والروم.

## سبب التسمية
سُمِّيت بهاران أخي إبراهيم؛ لأنه أول من بناها فعُرِّبت فقيل حَرَّان. وذكر قوم أنها أول مدينة بُنيت على الأرض بعد الطوفان، وكانت منازلَ الصابئة وهم الحَرَّانيُّون الذين يذكرهم أصحابُ كتب الملل والنحل. وقال المفسرون في قوله تعالى: {إِنِّي مُهاجِرٌ إِلى رَبِّي}، إنه أراد حَرَّان، وقالوا في قوله تعالى: {وَنَجَّيْناهُ وَلُوطاً إِلَى الْأَرْضِ الَّتِي بارَكْنا فِيها لِلْعالَمِينَ} هي حَرَّان.
فُتحت في أيام عمر بن الخطاب، على يد عِياض بن غَنْم، نزل عليها قبل الرُّها فخرج إليه مقدَّموها فقالوا له: ليس بنا امتناعٌ عليكم، ولكنَّا نسألكم أن تمضوا إلى الرُّها فمهما دخل فيه أهلُ الرُّها فعلينا مثله. فأجابهم عياض إلى ذلك ونزل على الرها وصالحهم، فصالح أهلُ حَرَّان على مثاله. ويُنسَب إليها جماعة كثيرة من أهل العلم.

## توأمة
لحَرَّان (تركيا) اتفاقيات توأمة مع:
- ألبيروبيلو (8 نوفمبر 2013 - )

## من أعلامها
- ثابت بن قرة
- ابن تيمية
- محمد بن جابر بن سنان البتاني
- أبو جعفر النفيلي
- سنان بن الفتح الحراني، عالم رياضيات وفلك
- ابن شعبة الحراني
- أبو الحسن علي بن علَّان بن عبد الرحمن الحَرَّاني الحافظ، صاحب تاريخ الجزيرة.
- أبو عَروبة الحسن بن محمد بن أبي معشر الحَرَّاني الحافظ الإمام.